# Marek Hamšík
Marek Hamšík (Banska Bistrica, 27. srpnja 1987.) bivši je slovački nogometaš koji je igrao na poziciji veznog igrača.

## Klupska karijera
Iako je odrastao u Banskoj Bistrici, nikada nije zaigrao za domaći klub FK Dukla Banská Bystrica.
Nogomet je počeo igrati u malom klubu Jupie Podlavice, u Banskoj Bistrici.
2002, godine potpisao je ugovor za slovačku momčad Slovana iz Bratislave. Za njih je odigrao pet susreta i zabio jedan pogodak.
2004. je kao sedamnaestogodišnjak otišao u Italiju točnije u Bresciju. Transfer u Bresciu bio je težak oko 500,000 €. Svoj prvi susret u Serie A, za Bresciu je odigrao protiv Chieva, 20. ožujka 2005. (sa samo 17 godina i 237 dana). Te sezone je Brescia završila na 19. mjestu i ispala u Serie B. U sezoni 2005./06., je za Bresciu odigrao 24 susreta, a Brescia je završila na 10. mjestu Serie B. U sezoni 2006./07. je zabio 10 pogodaka u 40 susreta.

### Napoli
Dana 28. lipnja 2007. godine novopečeni prvoligaš Napoli je objavio da je kupio Hamšíka za 5.5 milijuna €. Hamšik je ugovorom vezan pet godina na vjernost Napoliju. Tom prilikom predsjednik Napolija Aurelio de Laurentis, rekao je da je Hamšík zalog za budućnost.
Svoj prvi susret za Napoli odigrao je u kupu Italije protiv Cesene, Napoli je dobio s 4-0. U tom susretu Hamšik je asistirao i zabio.
Svoj prvi gol u Serie A, zabio je 16. rujna 2007. godine protiv Sampdorije.
Godine 2007. je bio drugi slovački nogometaš godine, iza Martina Škrtela.
Dana 23. prosinca 2017. godine u utakmici 18. kola Serie A protiv Sampdorije postaje najbolji strijelac u povijesti Napolija, postigavši 116. pogodak u dresu kluba čime je prestigao legendarnog Diega Armanda Maradonu.

## Reprezentacija
Igra za slovačku nogometnu reprezentaciju. Slovački nogometni izbornik objavio je u svibnju 2016. godine popis za nastup na Europskom prvenstvu u Francuskoj, na kojem je se nalazio Hamšík.

## Vanjske poveznice
- Profil na Transfermarktu
- Profil na Soccerwayu